# خوکچه هندی
خوکچهٔ هِندی جانوری است که انگلیسی‌زبان‌ها آن را خوک گینه یا گینی پیگ (به انگلیسی: Guinea pig) یا کِیوی (به انگلیسی: Cavy) می‌نامند. اما این حیوان نه به خوک‌ها ربطی دارد نه به هندوستان نه حتی به گینه؛ بلکه جانوری از راستهٔ جوندگان و بومی آمریکایی جنوبی است. در بسیاری از کشورها این جانور را به عنوان حیوان خانگی نگهداری می‌کنند.
بسیار پیش‌تر از آن‌که اسپانیایی‌ها به قاره آمریکا قدم بگذارند، اینکاها این حیوان را دست‌آموز کرده بودند و حتی از گوشت آن خوراکی تهیه می‌کردند و در مراسم مذهبی و طب سنتی از آن استفاده می‌کردند. پس از کشف قارهٔ آمریکا، این جانور در قرن ۱۶ به اروپا نیز راه یافت و حتی در اروپا نیز آن را می‌خوردند. در حال حاضر اهالی کشور پرو و اکوادور از آن تغذیه می‌کنند.

## ویژگی‌های ریخت‌شناسی
خوکچهٔ هندی جوندهٔ بزرگی است. وزنش بین ۷۰۰ گرم تا ۱٬۲۰۰ گرم متغیر است و ۲۰ تا ۲۵ سانتی‌متر درازا دارد. دم ندارد و گوش‌های برهنه و گرد و کوچکی دارد. در پاهای پیشین آن چهار انگشت و در پاهای عقبی آن سه انگشت وجود دارد و از سر هر یک از انگشتان نیز چنگال پهنی برآمده‌است. معمولاً به‌طور میانگین چهار تا پنج سال عمر می‌کنند اما در شرایط خوب تا ۸ سال هم عمر کرده‌اند. طول عمر یک خوکچه هندی که در کتاب رکوردها ثبت شده‌است ۱۴ سال و ۱۰ ماه و ۲ هفته بوده‌است.

## عادت‌ها
در اسارت حیوانی آرام می‌باشد. در طبیعت خوکچه‌های هندی در گروه‌هایی متشکل از چند ماده و یک نر جوان زندگی می‌کنند و مادامی که برای خود لانه‌ای حفر نکرده باشند در لانهٔ دیگر جانوران زندگی می‌کنند و هنگام تاریک روشن هوا برای تغذیه از لانه خارج می‌شود. این جانوران حافظهٔ خوبی دارند و جای غذاها را به خوبی به یاد می‌آورند. آن‌ها نمی‌توانند از جایی بالا بروند و فقط می‌توانند از موانع کوتاه بپرند. همچنین آن‌ها خیلی فرز نیستند. خوکچهٔ هندی به سرعت می‌ترسد و از جای خود فرار می‌کند. نرها با یکدیگر خصمانه رفتار می‌کنند و گوش‌های همدیگر را گاز می‌گیرند و در برابر هم موهایشان را پف می‌دهند و جیغ می‌زنند. وقتی تحریک و عصبانی شوند پیاپی به هوا می‌پرند. هم‌چنین خوکچهٔ هندی شناگر ماهری است. حس بینایی در آن‌ها بسیار ضعیف است اما حواس دیگر مانند بساوایی و بویایی بسیار پیشرفته‌است. همچنین آن‌ها با اصواتی به صورت بسیار ابتدایی با یکدیگر ارتباط برقرار می‌کنند.
مانند بیشتر جونده‌ها این حیوان نیز دائماً خود را تمیز می‌کند، مادهٔ سفید شیری رنگی از چشمانشان ترشح می‌شود که آن را به موهایشان می‌مالند و خود را تمیز می‌کنند. بعضی وقت‌ها نرها در گروه موهای یکدیگر را تمیز می‌کنند، البته این به‌خاطر رعایت سلسله‌مراتب قدرت در گروه است. دشمن اصلی خوکچهٔ هندی مارها هستند که خوکچه‌های هندی در بیشتر اوقات غذای این مارها می‌شوند؛ البته همهٔ مارها نمی‌توانند خوکچهٔ هندی شکار کنند.

## بارداری

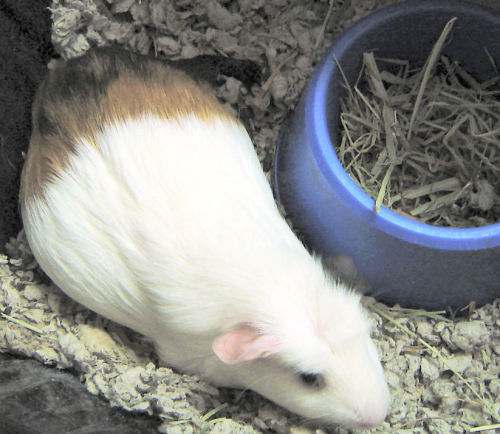
خوکچه هندی باردار

حیوان ماده در طول سال می‌تواند باردار شود اما معمولاً در فصل بهار زایمان می‌کند. معمولاً در هر زایمان ۲ تا ۵ نوزاد می‌تواند به دنیا بیاورد. دورهٔ آبستنی‌اش نسبت به سایر جوندگان طولانی‌تر است و از ۵۹ تا ۷۲ روز طول می‌کشد. (میانگین ۶۳ تا ۶۸ روز) به علت دورهٔ طولانی بارداری ماده‌ها ممکن است در این دوره بزرگ و بادمجانی شکل بشوند. البته تغییر اندازه در جانوران گوناگون متفاوت است. نوزاد خوکچه با موهایی کاملاً رشد کرده به دنیا می‌آید و دارای دندان و پنجهٔ کامل و همچنین بینایی نصفه نیمه هستند. بلافاصله پس از تولد آغاز به حرکت کردن می‌کنند و خیلی زود می‌توانند غذاهای جامد را بخورند. اگرچه به شیر خوردن نیز ادامه می‌دهند. نوزادان ۱ تا ۶ عدد و میانگین ۳ عدد هستند. بزرگ‌ترین رکورد زایمان تاکنون ۱۷ نوزاد در یک زایمان بوده‌است. در زایمان‌هایی که تعداد کمتری بچه به دنیا می‌آید، ممکن است بزرگ شدن بچه‌ها به مشکل بر بخورد.

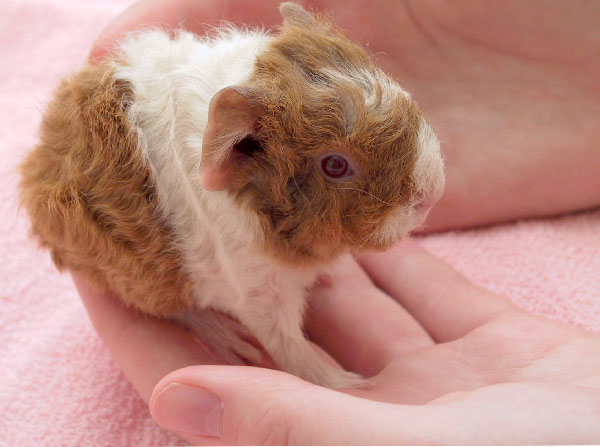
خوکچه هندی ۸ ساعت پس از تولد

جس نر در ۵ تا ۶ هفتگی بالغ می‌شود و ماده‌ها نیز کمی زودتر در ۴ هفتگی بالغ می‌شوند و می‌توانند زایمان کنند. ماده‌ها می‌توانند ۶ تا ۴۸ ساعت بعد از زایمان دوباره آمادهٔ جفت‌گیری شوند اما اگر جفت‌گیری کنند زایمان سالمی نخواهند داشت و برای سلامتی خودشان نیز مناسب نیست. مسمومیت حاملگی بسیار در بین این جانوران رایج است و باعث مرگ خیلی از خوکچه‌های آبستن می‌شود. نشانه‌های این مسمومیت شامل کم‌تحرکی، بی‌اشتهایی و ترشح بیش از اندازه بزاق دهان است. مسمومیت حاملگی معمولاً در دماهای بالا و گرم رایج است. از دیگر عوارض این مسمومیت می‌شود به ایجاد غده در سینه و همچنین پایین افتادگی رحم اشاره نمود.

## تغذیه

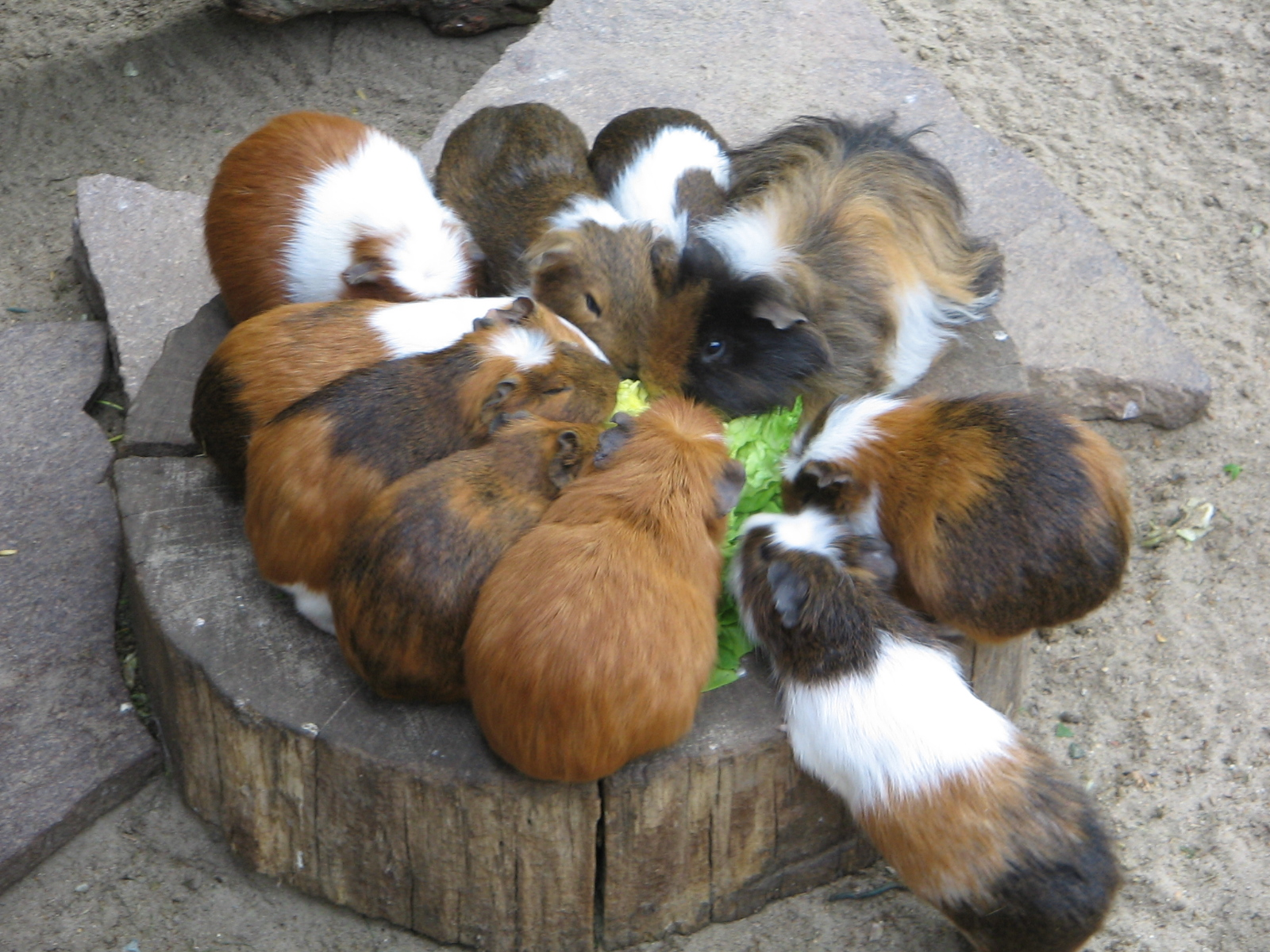
خوکچه‌های هندی در حال تغذیه جمعی سبزی‌جات

خوکچه دندان‌های آسیاب مخصوصی برای خوردن گیاهان دارد که در طول عمرش دائماً رشد می‌کنند. بیشتر جانوران گیاه‌خوار پستاندار دارای دستگاه گوارشی بزرگی هستند، دستگاه گوارشی خوکچهٔ هندی نیز از سایر جونده‌ها بزرگ‌تر است. آن‌ها باید غذایشان را با مدفوع‌خواری تکمیل کنند و بنابراین مدفوع خودشان را می‌خورند. البته آن‌ها تمام مدفوع خود را مصرف نمی‌کنند و مقداری از آن را دفع می‌کنند. این کار برای آن انجام می‌شود که ویتامین بی و فیبر و باکتری‌های لازم برای گوارش را بازیافت کنند. مدفوع به‌طور مستقیم هنگامی که از مقعد دفع می‌شود خورده می‌شود مگر آن‌که خوکچه بسیار چاق یا حامله باشد. این عادت خوکچه‌ها با خرگوش مشترک است.

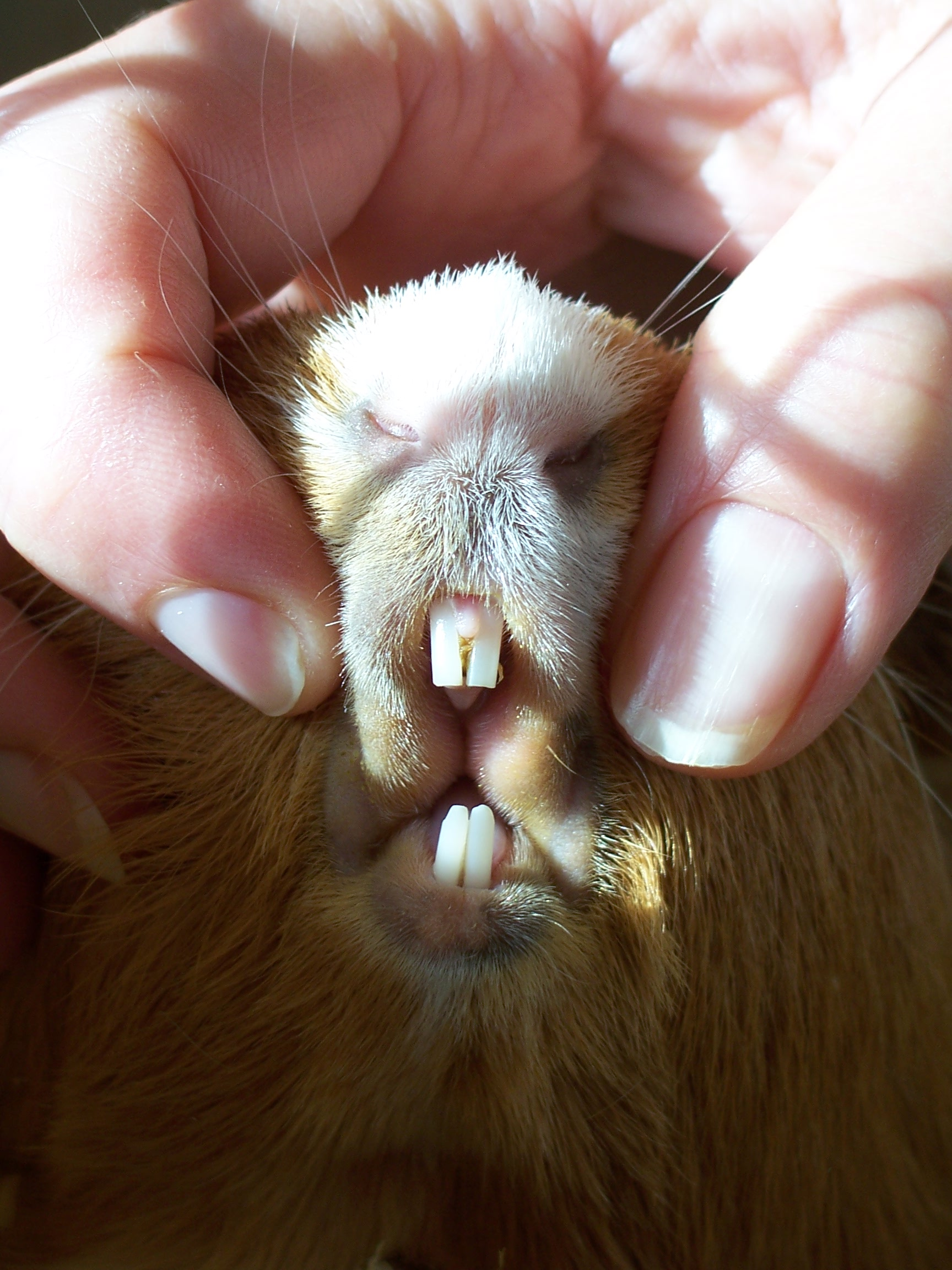
دندان‌ها در طول عمر رشد می‌کنند.

خوکچه‌ها توانایی خوردن خیلی از سبزیجات و مقدار کمی از میوه‌ها را دارد و باید مراقب میزان مصرف خوکچه در مصرف آن‌ها باشیم. در طبیعت آنها به علوفه خشک و یونجهٔ خشک علاقه دارند و غذای اصلی آن‌ها مانند خرگوش به حساب می‌آید و این باعث می‌شود تا دندان‌هایشان زیاد رشد نکند و همچنین یونجه منبع فیبر پروتئینی خوبی برای آن‌هاست و در صورت مصرف نکردن علوفه امکان مشکلات گوارشی در آن‌ها پدیدار می‌شود (به یاد داشته باشید میزان زیاد یونجه برای آن‌ها خیلی خوب نیست به دلیل کلسیم بالا و بهتر است از علوفه استفاده کنند!). بدن خوکچه‌ها نمی‌تواند ویتامین «ث» را بسازد، در نتیجه احتیاج دارد تا غذاهایی که این ویتامین را دارند بخورد مانند گوجه فرنگی اگر این ویتامین به بدنشان نرسد باعث مرگشان می‌شود. این حیوان به روزانه ۱۰ میلی‌گرم (۲۰ میلی‌گرم برای حامله‌ها) ویتامین «ث» نیاز داد که می‌تواند آن را از سبزی‌هایی مثل کرفس، اسفناج ٬فلفل دلمه٬کلم و گوجه‌فرنگی به‌دست بیاورد. خوکچه‌ها مانند انسان و همهٔ حیوانات نیاز روزانه به نوشیدن آب دارند و حتماً باید ظرف آبی در دسترسشان باشد. ناخن‌هایش نیز در اسارت رشد می‌کند که یا باید کوتاه شوند یا چیزی مثل تنهٔ درخت در جای نگهداری آن‌ها گذاشته شود تا ناخن‌ها ساییده شوند. اما در صورت محیا نبودن شرایط برای تأمین چوب حتماً می‌بایست به کوتاه کردن ناخن‌ها اقدام کرد؛ زیرا در هنگام جفت‌گیری ناخنهای نر در بدن ماده فرورفته یا خراش‌هایی ایجاد می‌کند. سلامت تغذیه به وسیلهٔ تناسبی از دریافت کلسیم ٬منیزیوم٬فسفر و پتاسیم بدست می‌آید و به مقدار کافی به ویتامین‌های «آ»، «دی» و «ای» نیاز دارد. رعایت نکردن این رژیم غذایی می‌تواند باعث مشکلات ماهیچه‌ای و دندانی و حتی سختی در زایمان بشود. بعضی منابع اظهار می‌دارند که این جانوران مستعد جرب و سنگ کلیه هستند و کمبود کلسیم می‌تواند باعث بروز این مشکلات در آن‌ها بشود.

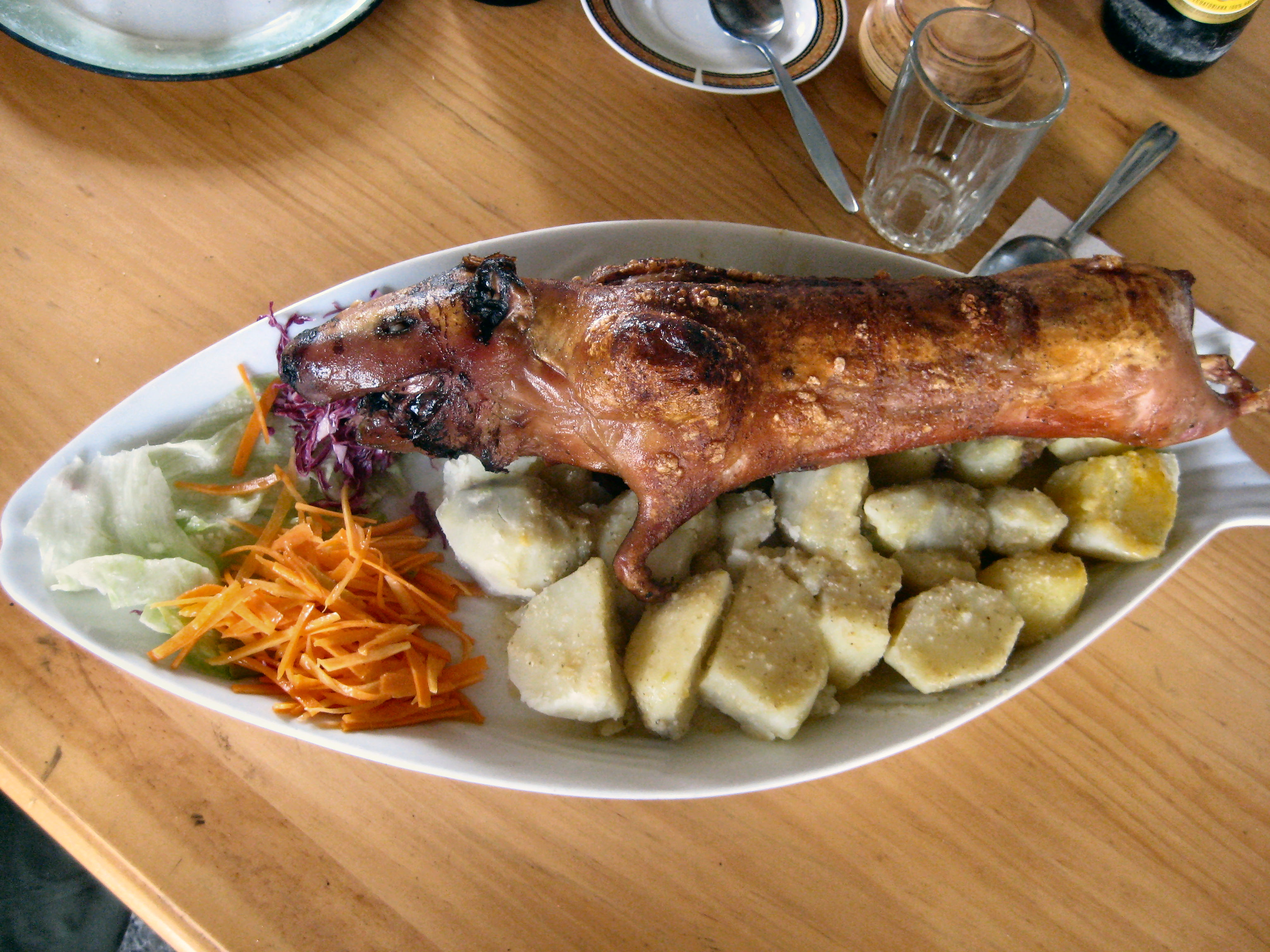
غذای تهیه شده از گوشت خوکچه در پرو

خوکچهٔ هندی در بچگی عادت غذایی باید داشته باشند و هر غذایی نباید به آن‌ها داده شود (لطفا در این مورد پرس و جو بیشتری صورت گیرد و فقط به مطالب اینجا اکتفا نشود) و باید عادت غذایی آن را تا قبل از به بلوغ رسیدن عوض کرد وگرنه بعد از بالغ شدن عادات غذایش بسیار سخت عوض می‌شوند. پیشنهاد شده‌است یک منبع غذایی دائمی برای خوکچه در نظر گرفته شود که همیشه در دسترسش باشد مثل علف خشک یا سایر غذاها چون این جانوران به خوردن دائمی عادت دارند و اگر غذا در دسترسشان نباشد موهای خود را می‌جوند؛ زیرا دندان‌های آن‌ها در طول عمرشان به صورت پیوسته رشد می‌کند و برای این‌که دندان‌هایشان آن‌قدر رشد نکند که از دهانشان بیرون بزند باید دائماً آن‌ها را بسایند که این ویژگی تمام جونده‌ها است. تعدادی از گیاهان که برای این حیوان سمی هستند عبارت‌اند از سرخس، سیب‌زمینی ٬گل آلاله و به‌طور کلی هر گیاهی که دارای پیاز است و از پیاز می‌روید برای این حیوان سمی دانسته شده.

## سلامتی

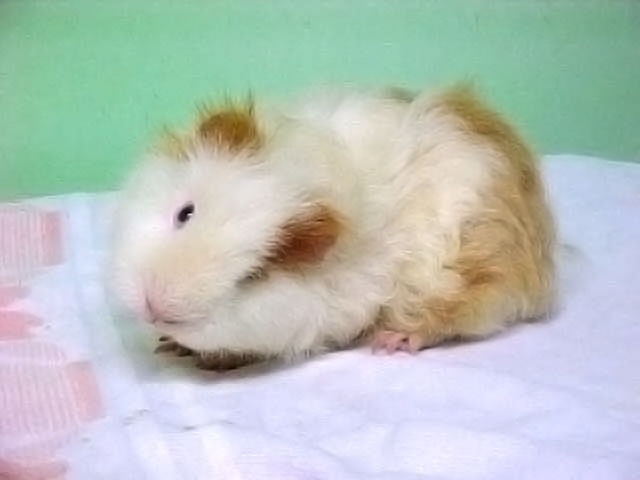
خوکچه‌ای مبتلا به کژگردنی.

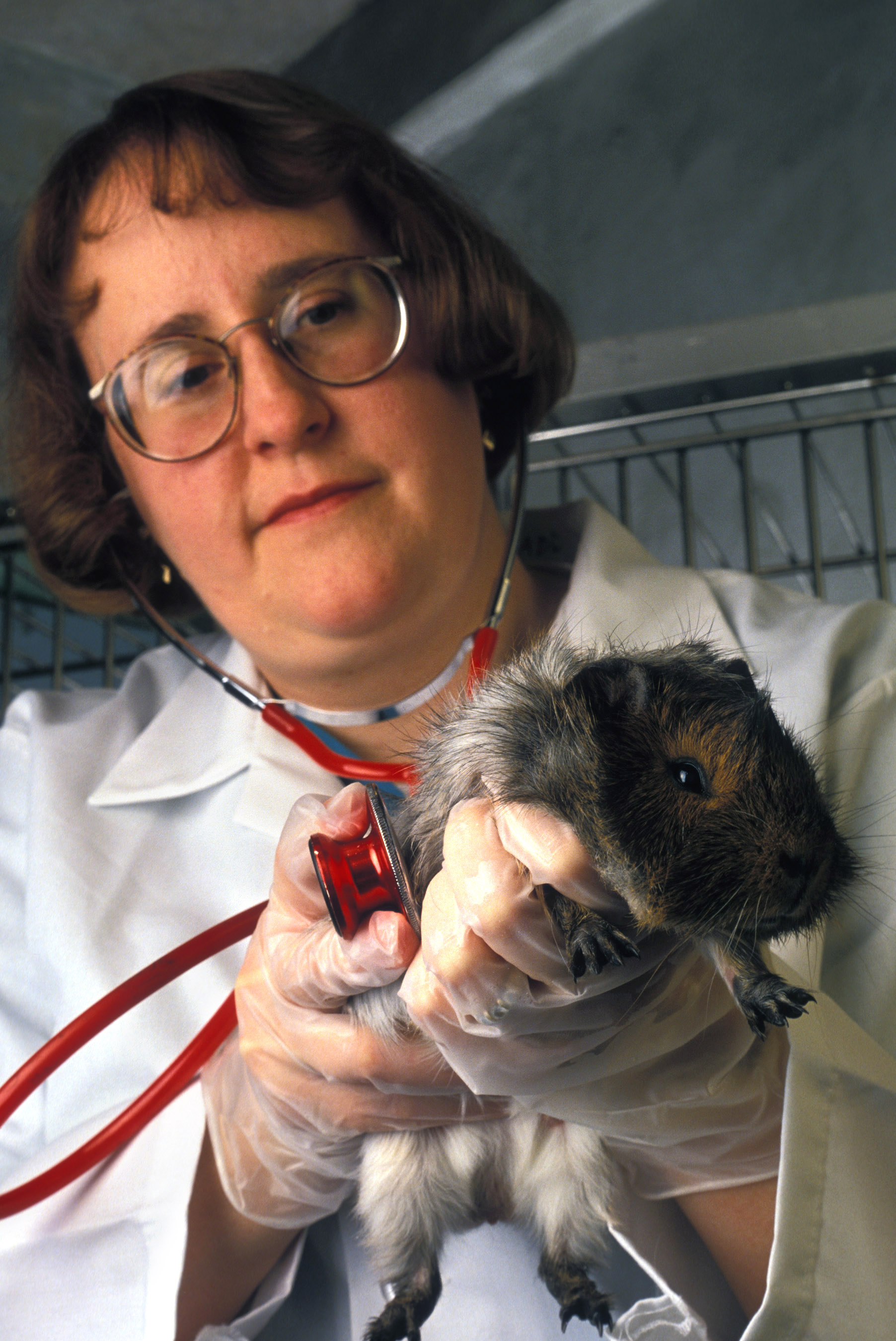
معاینه دامپزشکی خوکچه هندی

بیماری‌هایی که خوکچهٔ هندی ممکن است به آن‌ها مبتلا شود عبارتند از٬عفونت تنفسی، اسهال، بیماریهایی که به علت کمبود ویتامین سی بروز می‌کنند مانند کم‌تحرکی، دمل چرکی که معمولاً در گردن نمایان می‌شود و علت آن علف خشکی است که درون گلو را خراش داده‌است
یکی دیگر از خطرات برای خوکچه علف خشکی است که در زیر قفس این حیوان ریخته می‌شود که ممکن در چشم این حیوان برود و بر اثر پلک‌زدن‌های مداوم و سریع او باعث خراشیدگی قرنیهٔ وی بشود که باعث عفونت چشم این حیوان خواهد شد و باید به دامپزشک مراجعه نمود. همچنین گرد و خاک و علف خشک موجود در کف قفس این حیوان باعث عطسه کردن وی نیز می‌شود، اما اگر در فواصل معینی خوکچه عطسه کرد ممکن است به خاطر سینه‌پهلوی وی باشد. سینه‌پهلو یا ذات‌الریه می‌تواند به خاطر سرما یا خیس شدن و همراه با کج شدن گردن باشد و مرگبار است.
برای این‌که بدن خوکچهٔ هندی قوی‌تر باشد، بدنش متراکم است تا بتواند راحت‌تر گرما و سرمای زیاد را تحمل کند. دمای بدنش بین ۳۸٫۵ تا ۴۰ درجه است و دمای ایده‌آل اطرافش مانند همان دمای مناسب برای انسان است (۱۸ تا ۲۴ درجهٔ سانتی‌گراد). دمای هوای بیش از ۳۲ درجه برای خوکچه‌ها مخصوصاً خوکچهٔ حامله زیاد بوده و مرگبار است. جایی که خیلی پر رفت‌وآمد است برای خوکچه‌ها خوب نیست زیرا باعث ترس‌شان می‌شود و رطوبت محل زندگیشان نباید از۳۰٪ تا ۷۰٪ فراتر برود. آکواریوم محل خوبی برای نگهداری از آنان نیست زیرا رطوبت زیادی دارد.
خوکچه‌های هندی توانایی تعریق ندارند و نمی‌توانند برای خنک کردن بدنشان عرق کنند پس باید خیلی مراقب دمای اطرافشان بود. به عنوان مثال در تابستان می‌توان برای جلوگیری از گرمازدگی بطری آب یخ زده‌ای در جای زندگی آن قرار داد یا در زمستان مکانی مانند جای خواب پشمی و گرم برایشان مهیا کرد.

## نگارخانه

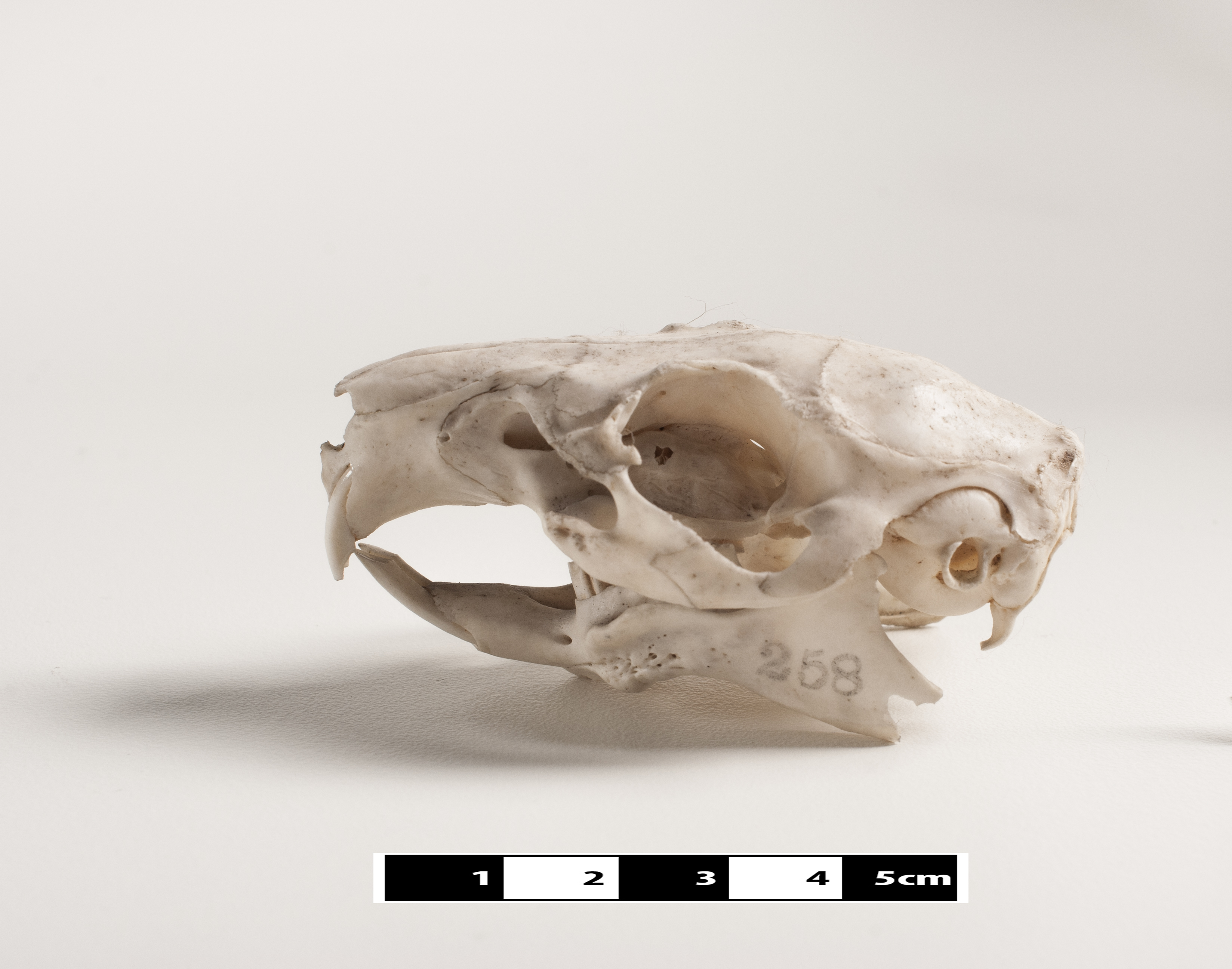
جمجمه خوکچه هندی
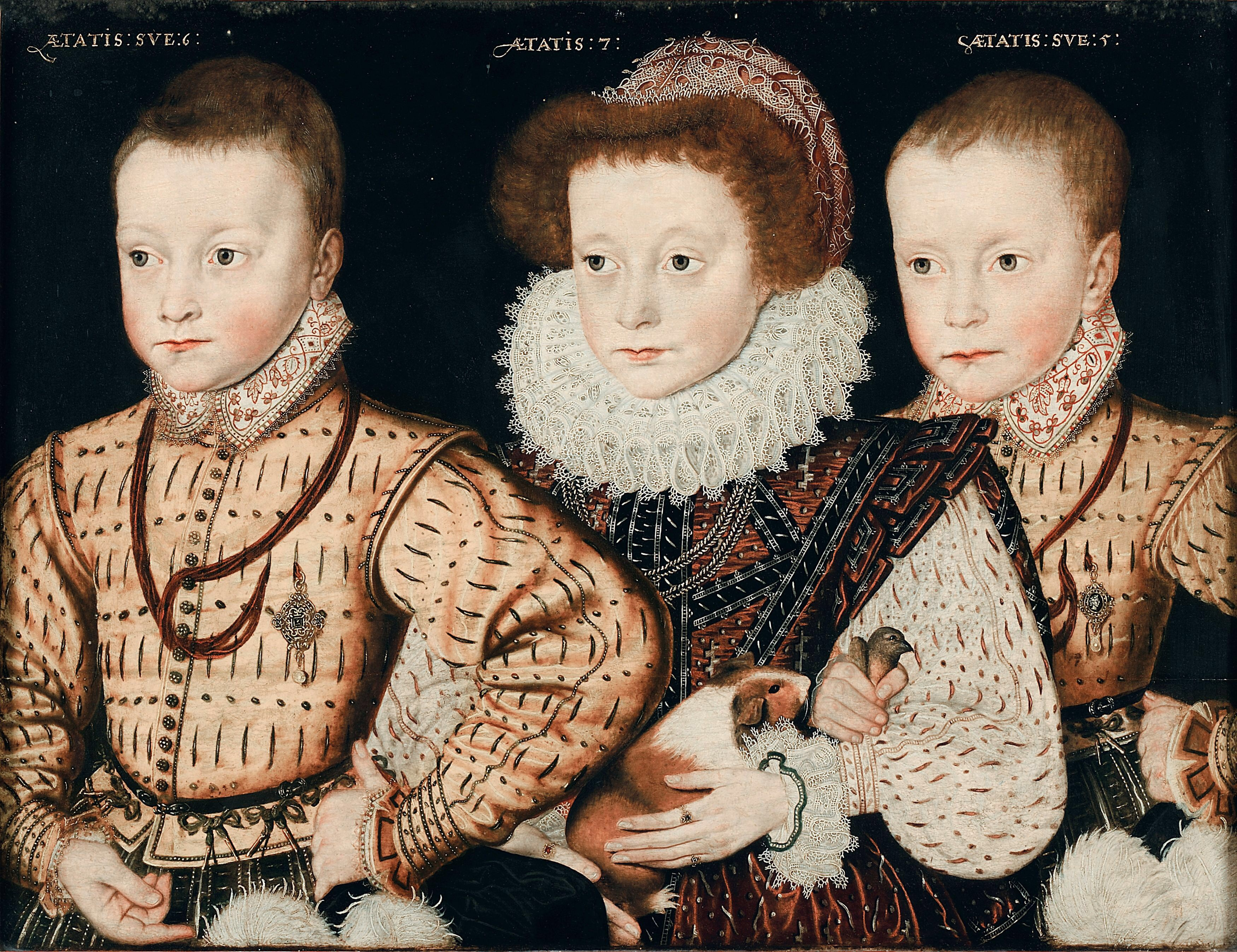
نقاشی فرزندان الیزابت یکم با خوکچه هندی در دهه ۱۵۸۰
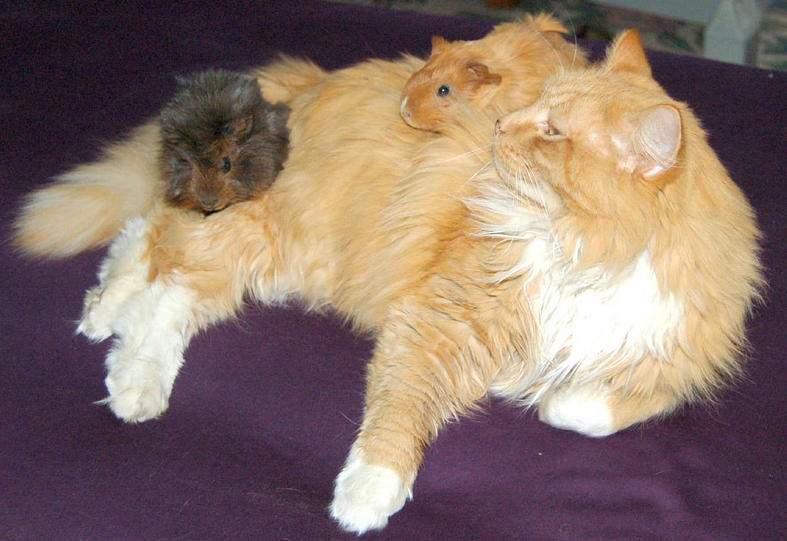
روابط خوکچه هندی و گربه
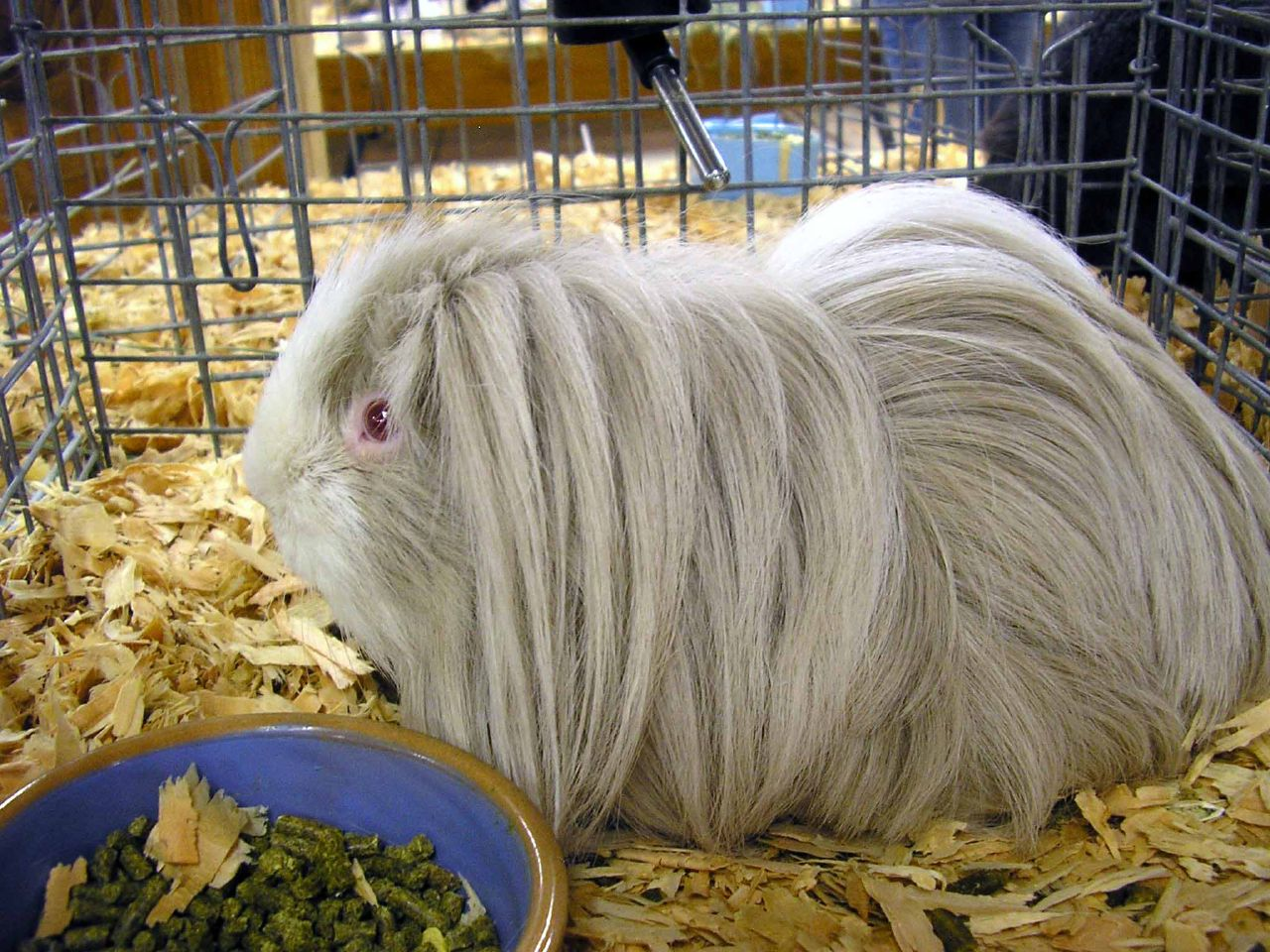
خوکچه هندی موبلند
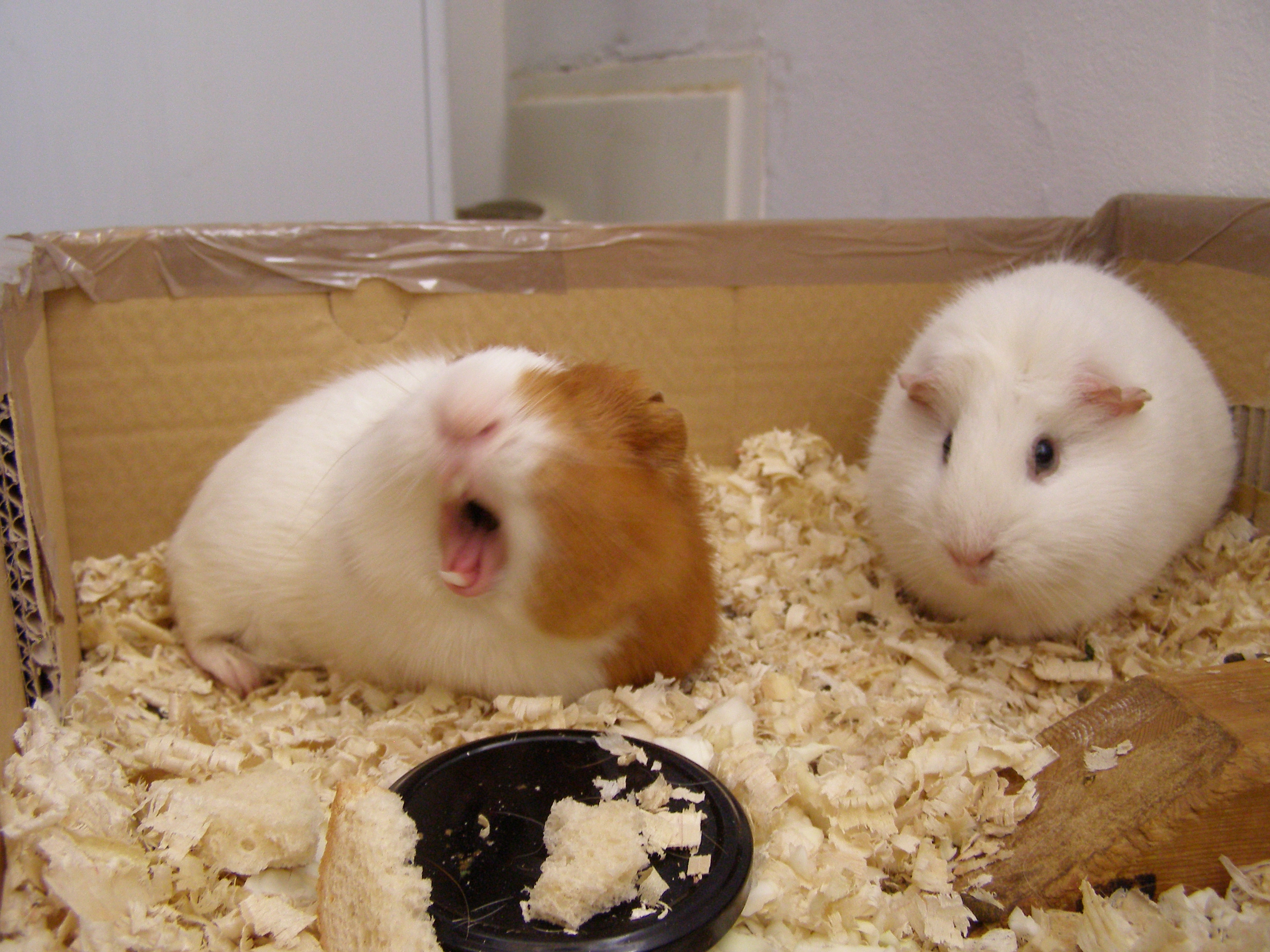
خمیازه کشیدن خوکچه هندی